# Lagenandra dewitii
Lagenandra dewitii är en kallaväxtart som beskrevs av Crusio och A.de Graaf. Lagenandra dewitii ingår i släktet Lagenandra och familjen kallaväxter.
Artens utbredningsområde är Sri Lanka. Inga underarter finns listade.